# ProteoWizard
ProteoWizard ist eine Sammlung von graphischen Werkzeugen zur Proteomik unter Verwendung von LC/MS auf Basis von .NET. Linux wird nur über Mono unterstützt. Die Lizenz ist freigiebig und erlaubt eine kommerzielle Nutzung. Mit mzR ist eine Ansteuerung über die Programmiersprache R möglich.
Unterstützt wird das mzXML/mzML-Datenformat. Herstellerspezifische Formate werden über Fremdbibliotheken importiert, die ggf. nur unter Microsoft Windows lauffähig sind. Im Rahmen der Entwicklung entstand zudem mit mz5 eine platz- und zeiteffizientere Alternative.
Unterstützt werden Routineoperationen zur Berechnung der Masse von Peptiden oder in-silico-Verdau von Proteinen. In der Massenspektrometrie wird Peak-Picking, Dekonvolution von Isotopen und Vorläufermolekülabschätzung unterstützt. Zudem lassen sich Heatmaps für eine Pseudo-Gel-Ansicht der Daten anzeigen. Basierend auf dem ProteoWizard Toolkit fußt zudem die Software Skyline, die gezielte Analysen ermöglicht, während Topograph für die Messung des Proteinumsatzes in Zeitverlaufsexperimenten zur metabolischen Markierung verwendet werden kann.